# 오은 (고려)
여말오은(麗末五隱) 또는 고려오은(高麗五隱)은 고려의 다섯 충신을 말하며, 흔히 오은이라 부른다. 
포은(圃隱) 정몽주, 목은(牧隱) 이색, 야은(冶隱) 길재, 농은(農隱) 조원길, 도은(陶隱) 이숭인을 일컫는다. 